# Важминеж
45°08′ пн. ш. 14°21′ сх. д. / 45.13° пн. ш. 14.35° сх. д.
Важминеж (хорв. Važminež) — населений пункт у Хорватії, у Приморсько-Горанській жупанії у складі міста Црес.

## Населення
Населення за даними перепису 2011 року становило 0 осіб.
Динаміка чисельності населення поселення:

## Клімат
Середня річна температура становить 13,33 °C, середня максимальна – 25,43 °C, а середня мінімальна – 1,98 °C. Середня річна кількість опадів – 1231 мм.
| Клімат поселення                              | Клімат поселення | Клімат поселення | Клімат поселення | Клімат поселення | Клімат поселення | Клімат поселення | Клімат поселення | Клімат поселення | Клімат поселення | Клімат поселення | Клімат поселення | Клімат поселення | Клімат поселення |
| Показник                                      | Січ.             | Лют.             | Бер.             | Квіт.            | Трав.            | Черв.            | Лип.             | Серп.            | Вер.             | Жовт.            | Лист.            | Груд.            |                  |
| Середній максимум, °C                         | 8,86             | 8,69             | 11,26            | 14,58            | 19,71            | 23,86            | 25,43            | 24,81            | 20,63            | 16,35            | 11,71            | 9,21             |                  |
| Середня температура, °C                       | 5,51             | 5,31             | 7,90             | 11,22            | 16,36            | 20,51            | 22,94            | 22,31            | 18,11            | 13,83            | 9,18             | 6,69             |                  |
| Середній мінімум, °C                          | 2,17             | 1,98             | 4,55             | 7,88             | 12,99            | 17,15            | 20,43            | 19,79            | 15,59            | 11,32            | 6,69             | 4,17             |                  |
| Норма опадів, мм                              | 103              | 84               | 88               | 90               | 79               | 92               | 56               | 83               | 120              | 152              | 157              | 127              |                  |
| Середньомісячна швидкість вітру, м/с          | 3.14             | 3.33             | 3.33             | 3.14             | 2.83             | 2.69             | 2.65             | 2.71             | 2.86             | 3.16             | 3.48             | 3.40             |                  |
| Середньомісячна сонячна радіація, кДж/м²·день | 4571             | 7356             | 10684            | 15222            | 19598            | 21243            | 22725            | 19488            | 14145            | 9202             | 4955             | 3828             |                  |
| --------------------------------------------- | ---------------- | ---------------- | ---------------- | ---------------- | ---------------- | ---------------- | ---------------- | ---------------- | ---------------- | ---------------- | ---------------- | ---------------- | ---------------- |
| Джерело:                                      |                  |                  |                  |                  |                  |                  |                  |                  |                  |                  |                  |                  |                  |